# Tarzan of the Apes (film fra 1918)
Tarzan of the Apes er en amerikansk stumfilm fra 1918 instrueret af Scott Sidney.
Filmen er et actiondrama baseret på Edgar Rice Burroughs' roman fra 1912 Tarzan, Abernes konge og den første filmatisering af romanen. Filmen omhandler alene romanens første del; romanens anden del blev senere samme år filmatiseret i The Romance of Tarzan (vist i Danmark under titlen Abens Plejesøn instrueret af Wilfred Lucas.

## Medvirkende
- Elmo Lincoln - Tarzan
- Enid Markey
- True Boardman - John Clayton
- Kathleen Kirkham - Alice Clayton
- George B. French - Binns